# Inkluzní hepatitida drůbeže
Inkluzní hepatitida (angl. inclusion body hepatitis, IBH) je virové onemocnění kura domácího (zejména masného typu), charakterizované náhle zvýšenou mortalitou mladých kuřat po dobu 1-3 týdnů, nekrotickou hepatitidou a intranukleárními inkluzemi v hepatocytech. Onemocnění je někdy doprovázeno aplastickou anémií, krváceninami, mírnými dýchacími i střevními příznaky, případně i záněty kloubů a šlachových pochev. Nemoc byla poprvé popsána v roce 1963. 

## Příčiny nemoci (etiologie)

### Charakterizace viru
Původcem IBH jsou konvenční adenoviry (AAV I.) z rodu Aviadenovirus a z čeledě Adenoviridae. Jsou to středně velké neobalené partikule (v průměru 70-90 nm), mají sférický tvar a kubickou symetrii kapsidy. Kapsidu tvoří 252 kapsomer o průměrné velikosti 8-9,5 nm. Vrcholové kapsomery (penton base) nesou povrchové projekce (fiber). Hustotní gradient v CsCl je 1,32-1,37 g/ml. Genom viru tvoří lineární dvouvláknová DNA. Analýzou DNA byly ptačí konvenční adenoviry rozlišeny do 5 typů. Izoláty AAV jsou často kontaminovány aviárními adeno-asociovanými virusy.
Ptačí adenoviry jsou rezistentní na éter, chloroform, desoxycholát sodný, trypsin, 2% roztok fenolu a 50% roztok alkoholu; jsou inaktivovány formaldehydem. Jejich odolnost k inaktivaci teplem je v porovnání se savčími adenoviry mnohem vyšší a také variabilnější. Některé kmeny přežívají 60 °C po 30 minut, jiné vydrží při 56 °C až 18 hodin.
Slepičí adenoviry (FAV) se pomnožují v jádrech vnímavých buněk za vzniku intranukleárních inkluzí. Většina slepičích adenovirů nehemaglutinuje na rozdíl od savčích adenovirů. Sérologicky se rozlišuje nejméně 12 sérotypů FAV.
Kultivace konvenčních adenovirů se obvykle provádí v buněčných kulturách; vnímavost kuřecích embryí je variabilní a liší se také podle izolátu.

### Patogenita
Patogenita FAV závisí na viru, hostiteli a prostředí. Terénní izoláty se liší virulencí, která nesouvisí se sérotypem – viry různého sérotypu vyvolávají podobné klinické syndromy a naopak viry stejného sérotypu mohou způsobovat odlišné příznaky. Z hostitelských faktorů se uplatňuje věk a imunita, z vnějších vlivů pak zoohygienické podmínky, imunosuprese a interkurentní infekce (reoviry, virus infekční bronchitidy, infekční burzitida, mykoplasmata a jiné bakteriální infekce). CELO virus (sérotyp FAV-1) indukuje u novorozených křečků fibrosarkomy, u virginských křepelů bronchitidu.

## Vznik a příčiny nemoci (epizootologie)

### Hostitel
Slepičí adenoviry (FAV) mohou kromě kura domácího také infikovat krůty, křepelky, holuby i jiné ptačí druhy. Mohou být izolovány i ze zdravé drůbeže bez ohledu na její věk (nejčastěji ale ve 3.-14. týdnu věku); dospělá drůbež může být infikována i několika sérotypy najednou.

### Přenos
V hejnu se adenoviry šíří horizontálně i vertikálně. Virus je vylučován do prostředí sekrety horních cest dýchacích a výkaly asi 14-21 dnů po infekci, výjimečně i déle. K infekci dochází převážně orální cestou. FAV byly také prokázány ve vakcínách produkovaných na kuřecích buňkách. Kontagiozita FAV není velká a k promoření hejna dochází pomalu, avšak jejich schopnost dlouhodobě přežívat ve vnějším prostředí v aktivním stavu umožňuje častou a téměř trvalou možnost infekce i reinfekce vnímavých ptáků. Pasivní mateřské protilátky i aktivně získané protilátky chrání pouze před infekcí homologním sérotypem FAV, takže není výjimkou výskyt adenovirů několika sérotypů na jedné farmě, v hejnu i u jednotlivého zvířete. Neodpovídající zoohygienické podmínky a interkurentní infekce potencují vznik i průběh klinického onemocnění.

### Patogeneze
Po primární infekci sliznice horních cest dýchacích dochází během 3-5 dnů k virémii, která přetrvává asi 14 dnů. V této době je možná izolace viru z krve i mnoha tkání a orgánů. Hladina virémie se postupně snižuje se stoupající hladinou protilátek a tím se snižuje i možnost izolace viru. Nejdéle je virus přítomen ve sliznici střeva, případně ve výkalech a na sliznicích horních cest dýchacích, což jsou hlavní nebo predilekční místa replikace adenovirů.

## Projevy nemoci (symptomatologie)
Klinická manifestace, inkubační doba i pitevní nález u adenovirových infekcí u kura domácího jsou velmi variabilní. Časté jsou latentní infekce.
V postiženém hejnu kuřat se může pozorovat ospalost, růstová nevyrovnanost a u nosnic pokles snášky o 5-10 % (případně i zhoršená kvalita vaječné skořápky), která se během 1-2 týdnů vrací k normální produkci. U kuřat ve věku 3-10 týdnů se objevuje deprese, anémie a náhlé zvýšení úhynů (1-20 %) v průběhu 8-10 dnů. Trvání nemoci je asi 1-3 týdny (podle přítomnosti komplikujících faktorů) a pak spontánně zaniká.
Při pitvě se zjišťují celková anémie nebo ikterus kůže, krváceniny v kůži, podkoží i svalovině, zduřelá játra s krváceninami a nekrózami, hydroperikard. Lymfatické orgány bývají atrofované, kostní dřeň aplastická. V počátečním stadiu nemoci je diagnosticky významný mikroskopický nález bazofilních intranukleárních inkluzí v hepatocytech.
Adenovirové infekce indukují tvorbu protilátek. Neutralizační protilátky se objevují asi za 7-10 dnů PI a perzistují po několik měsíců. Precipitiny vznikají později (za 10-14 dnů PI) a přetrvávají v séru asi 1-2 měsíce. Protilátky jsou detekovatelné i ve žloutku násadových vajec od infikovaných nosnic a u kuřat líhnutých z těchto vajec.

## Diagnostika
Diagnóza se opírá o patologicko-anatomické a histopatologické nálezy, podpořené virologickým a sérologickým vyšetřením. Slepičí adenoviry 1. sérotypu (FAV-1) se izolují na kuřecích embryích, ostatní sérotypy lépe v buněčných kulturách. Pro orientační sérologické vyšetření se používá imunodifuze; citlivější jsou neutralizace, imunofluorescence nebo ELISA test. Diagnosticky významný je pouze vzestup titru protilátek v sérech odebraných v akutní a rekonvalescentní fázi nemoci.

## Terapie a prevence
Terapie není známa. Prevence spočívá v kvalitní výživě hejna a dodržování všeobecných zoohygienických opatření. Vakcinace pro vysoký počet existujících sérotypů FAV nebyla zatím vypracována. Vzhledem k negativnímu vlivu imunosuprese vyvolávané virem infekční burzitidy na průběh adenovirových infekcí se příznivě projevuje přítomnost pasivních protilátek proti IBDV u kuřat od vakcinovaných nosnic.